# 如意寺 (京丹後市)
如意寺（にょいじ）は、京都府京丹後市にある高野山真言宗の寺院。山号は宝珠山。本尊は十一面観音。境内周辺に密生するみつばつつじの自生林は4月上から中旬に満開となり、一帯をピンク色に染めて見事である。

## 歴史
当寺の縁起によれば、天平年間（729年 - 749年）に行基が当地に滞在していた時、山上より火が出て海に入り、また海より火が出て山に昇るという奇瑞を見た。そこで行基は漁師に網を引かせたところ、如意宝珠の舎利塔が得られたという。そこで行基は当地に伽藍を建立して如意宝珠を納めると寺を宝珠山如意寺と号した、とされている。本尊は行基が自ら一刀三礼三年で制作したと伝えられている十一面観音である。
また、当寺の建立にまつわる行基の記事に、「太刀宮の宝剣海中に沈没しあらん事を恐れ、漁夫に命じて網を以て探しむるに玉を得たり、依て宝珠山如意寺を起す」の記述が見られる。
鎌倉時代の永仁3年（1295年）に伏見天皇によって正四位行左馬頭藤原定成が勅使として当寺に遣わされ、「如意寺」の勅額が下賜されている。当時は寺領500石、院家十二坊の伽藍を有していたが、応永34年（1427年）の兵火で多くを焼失した。しかし、戦国時代の天文年間（1532年 - 1555年）、江戸時代の寛文年間（1661年 - 1673年）、寛延年間（1748年 - 1751年）、寛政年間（1789年 - 1801年）、次いで明治時代後期に復興事業が行われて今日に至っている。
現在の伽藍は1963年（昭和38年）より観音山（久美浜湾西岸）から末寺大円寺の跡地である飛地境内に順次移転したものである。
不動堂は和様・唐様・天竺様の三様式融合、日本唯一の珍しい重層宝玉造りである。

## 境内
- 本堂 - 寛文10年（1670年）、寛政3年（1791年）に改築の記録がある。1918年（大正7年）に大雨で倒壊し、1927年（昭和2年）に当時の様式そのままに再建されたもの。1976年（昭和51年）に中村淳治により解体修理し移築された。本尊十一面観音立像は秘仏で、像高二尺八寸の一木造。行基作の寺伝があり、眼守護の利益（）があるという。1918年（大正7年）に本堂裏山が崩れた際、高さ一尺四寸三分の銅尖塔が出土した[2]。
- 庭園「珠山千年石の庭」 - 花とやすらぎの庭。2020年（令和2年）に御庭植治次期十二代小川勝章の監修を得て大改修された[4]。
- みつばつつじ山（自生林）[4]
- 不動堂 - 1983年（昭和58年）に中村淳治により新改築された。和様・唐様・天竺様の三様を折衷したという日本唯一の珍しい重層宝形造りである[4]。「空海の爪彫り」と伝える石造不動明王像（日切不動）を安置する。
- 六角堂（絵馬堂） - 1983年（昭和58年）に中村淳治の設計施工により新築された。
- 閼伽井の水 - 境内に湧出する。眼病・諸病に効くとされる。
- 庫裏
- 持仏堂
- 水子地蔵堂
- 鐘楼
- 仁王門（山門） - 1953年（昭和28年）、1976年（昭和51年）に古い様式をとどめたまま修理された。

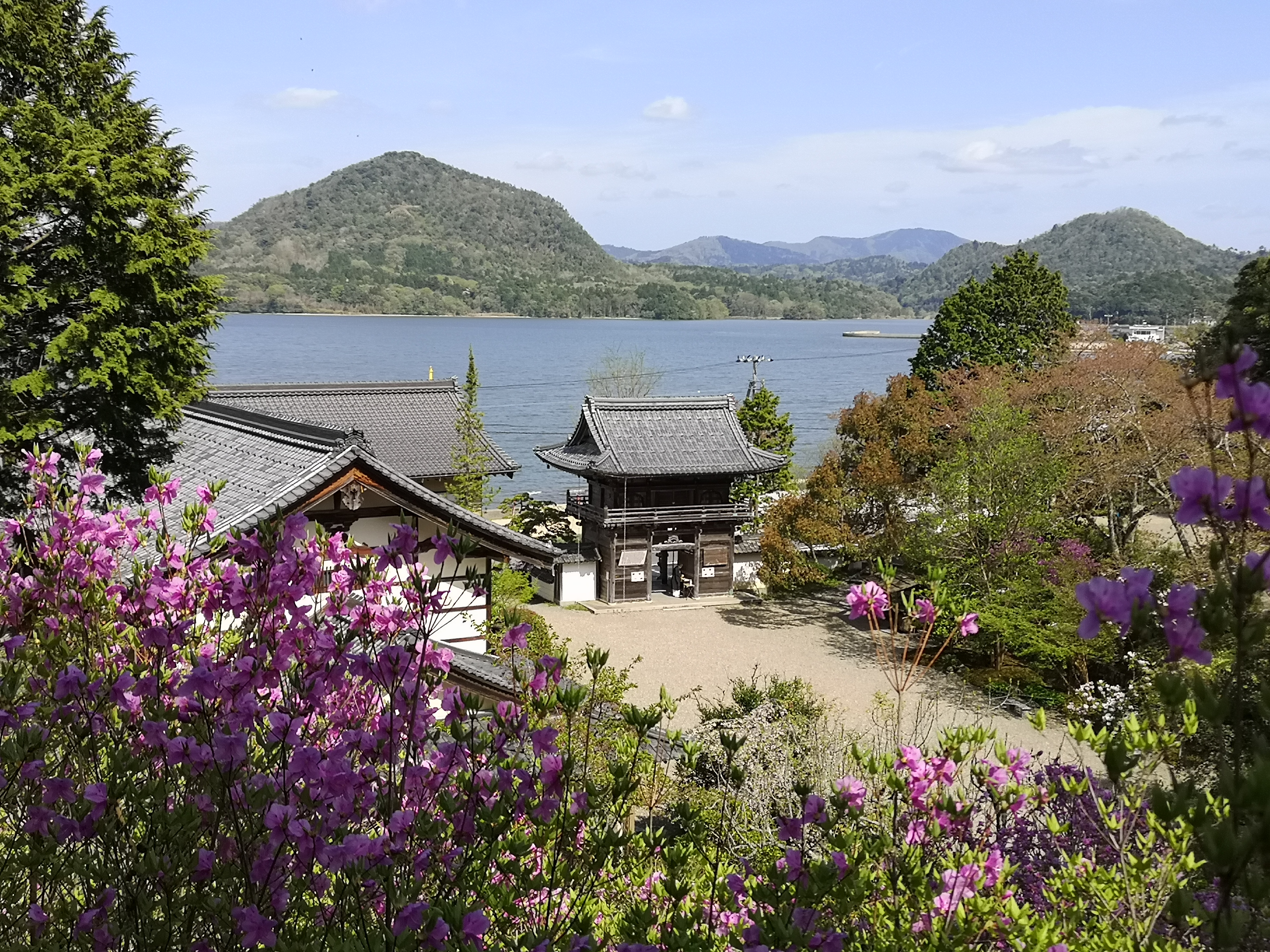
ミツバツツジが咲く境内の山斜面からの眺望。山門のむこうに久美浜湾とかぶと山が見える。
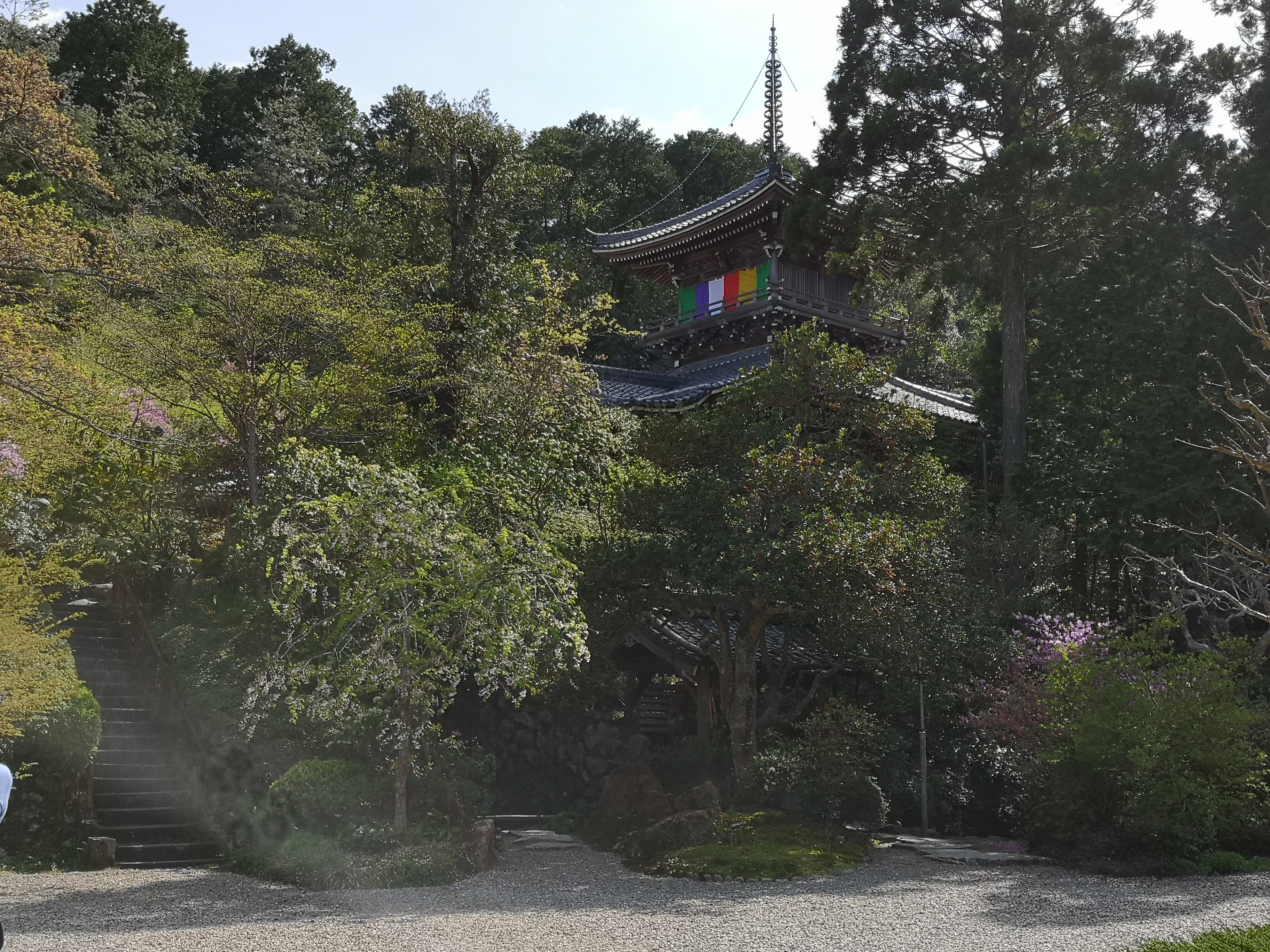
不動堂
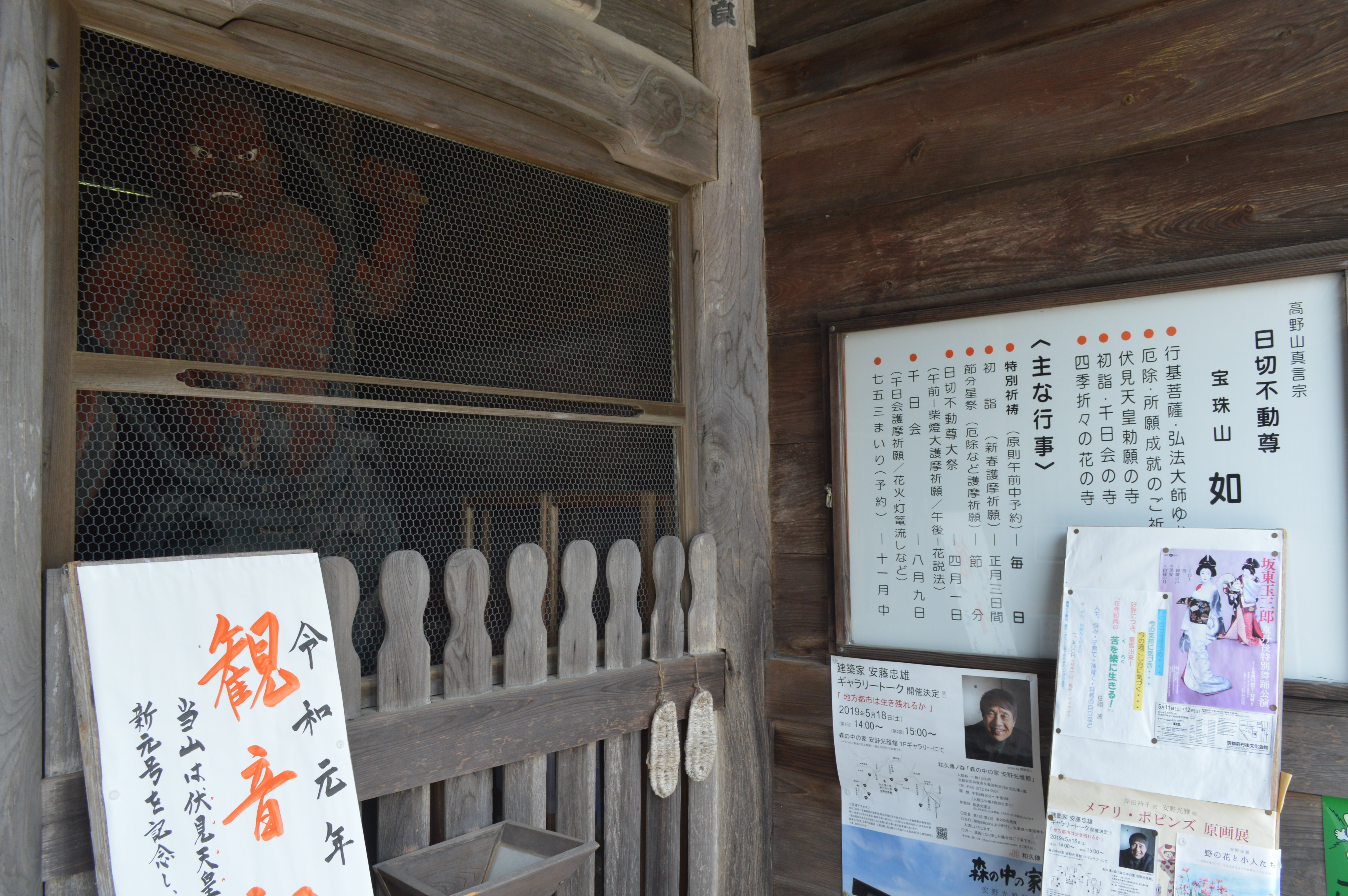
金剛力士像（阿形）
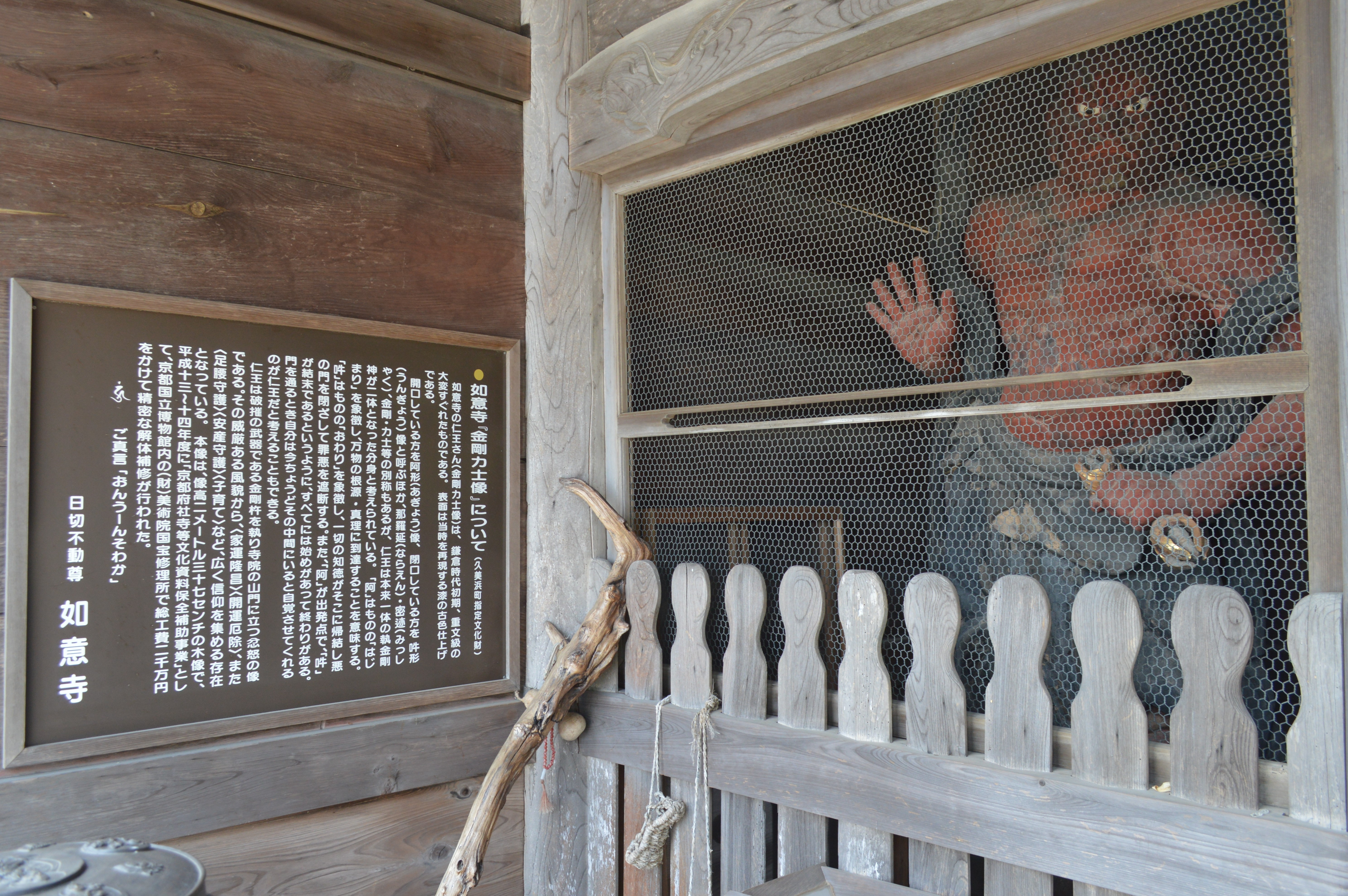
金剛力士像（吽形）
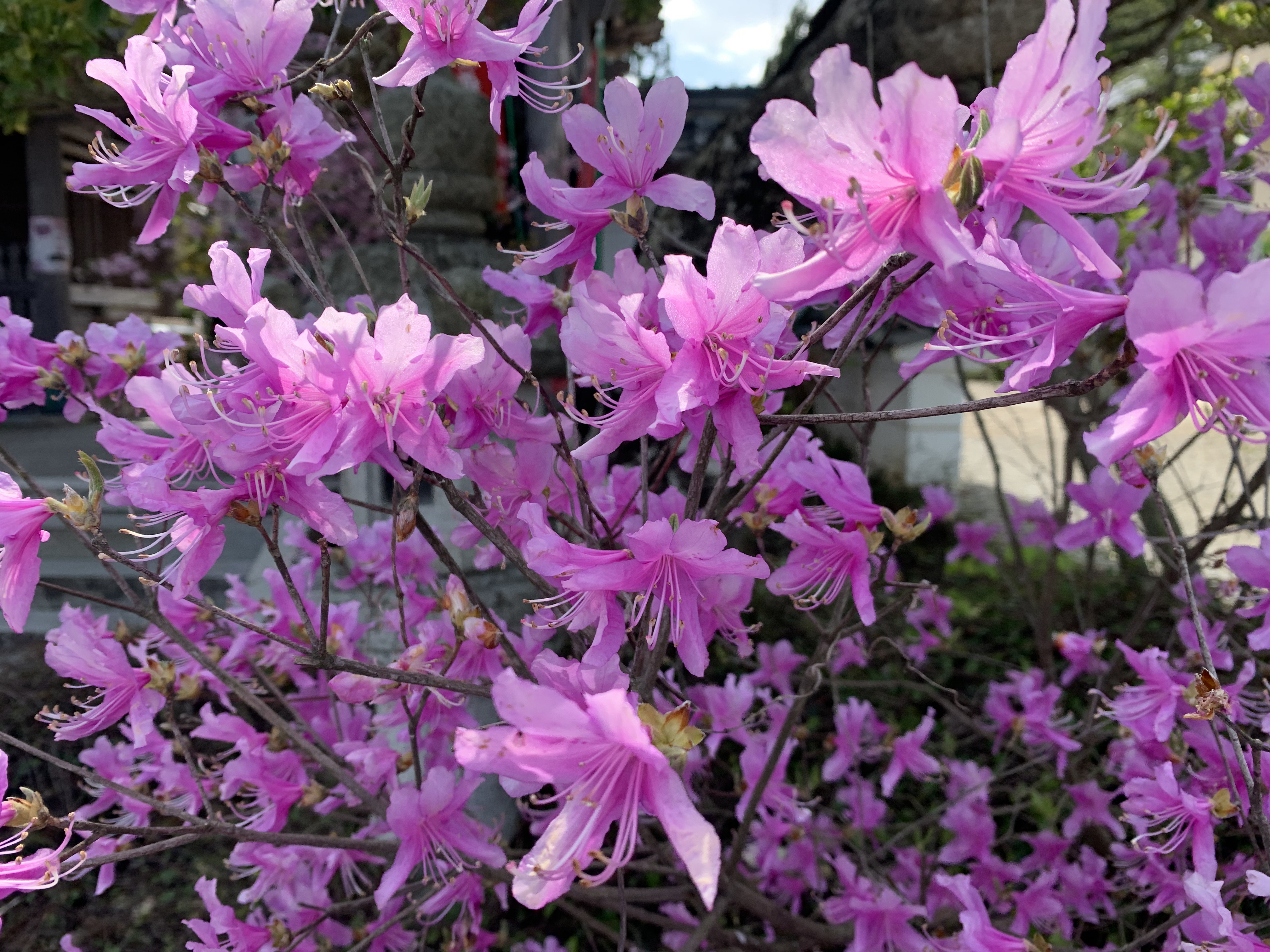
如意寺のミツバツツジ
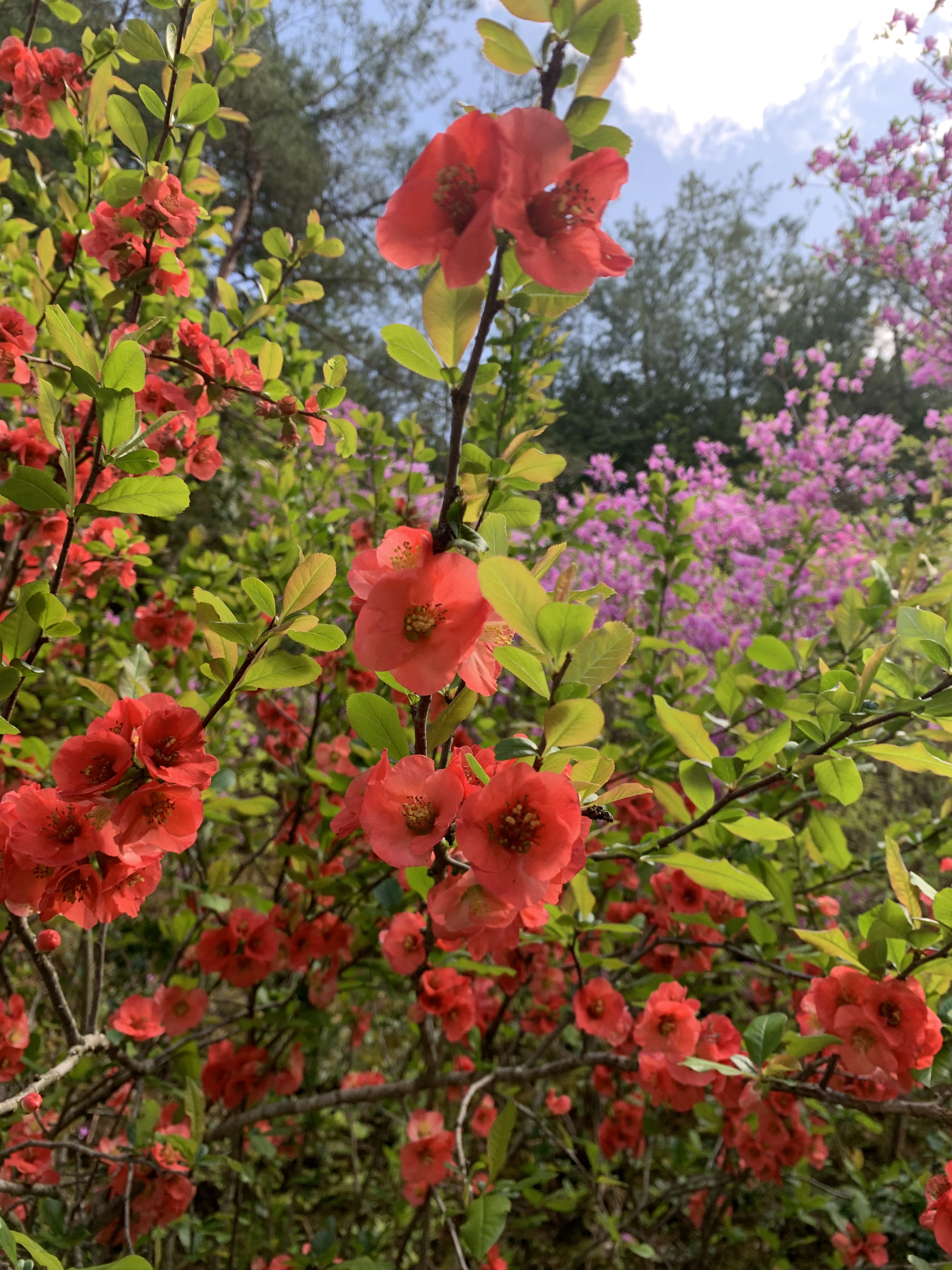
如意寺のボケの花
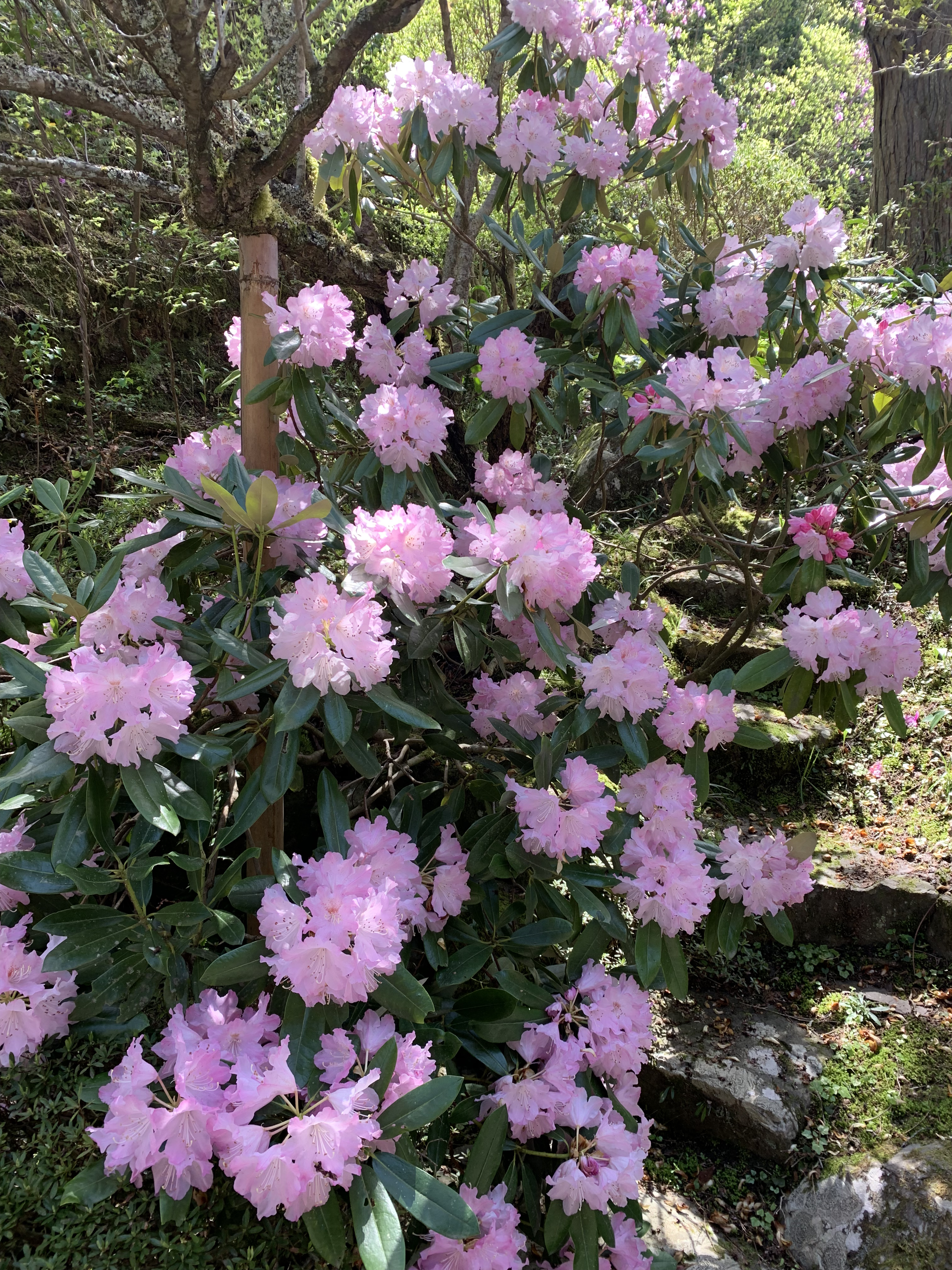
如意寺のシャクナゲ

## 文化財

### 京都府指定有形文化財
- 木造扁額 1面 - 永仁3年（1295年）8月、伏見天皇勅使の藤原定成の銘がある。

### 京丹後市指定有形文化財
- 木造阿弥陀如来坐像 - 持仏堂本尊、一木割矧造。寺伝に恵心僧都源信作というが実際の制作は鎌倉時代[5]。
- 木造金剛力士像 2躯 - 鎌倉時代。阿吽一対の仁王像[6]。
- 銅造鰐口 1口 - 応永30年（1423年）。如意寺の鎮守である白山宮の銘あり[7]。
- 銅造閼伽桶および灑水器 各1口 - 室町時代[8]。

## 境内で見られる花
- ミツバツツジ、モクレン、ハギ、モミジ、シャクナゲなど年間、約300種の花木や山野草が見られる。

## 行事
- 1月1日 - 3日：新年初詣
- 2月3日：節分星供養会
- 4月1日：日切不動尊大祭
- 8月9日：千日会
- 毎月1日：一日護摩

## 前後の札所
関西花の寺二十五霊場
6 隆国寺　-　7 如意寺　-　8 應聖寺

## 所在地
- 京都府京丹後市久美浜町1845

## アクセス
- 鉄道
  - 京都丹後鉄道宮津線 久美浜駅より徒歩約15分。
- 自家用車
  - 国道178号あるいは312号から久美浜町内へ入って約1.5キロメートル。